# Edwin Scharff

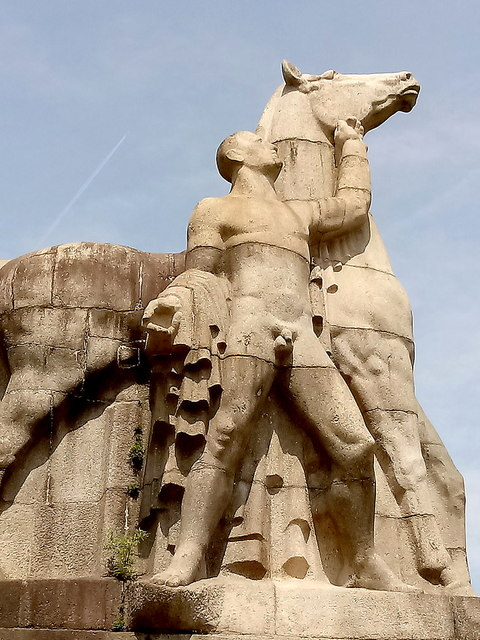
Socha Rossbändiger (Krotitel koní 1926–1939) v Nordparku v Düsseldorfu

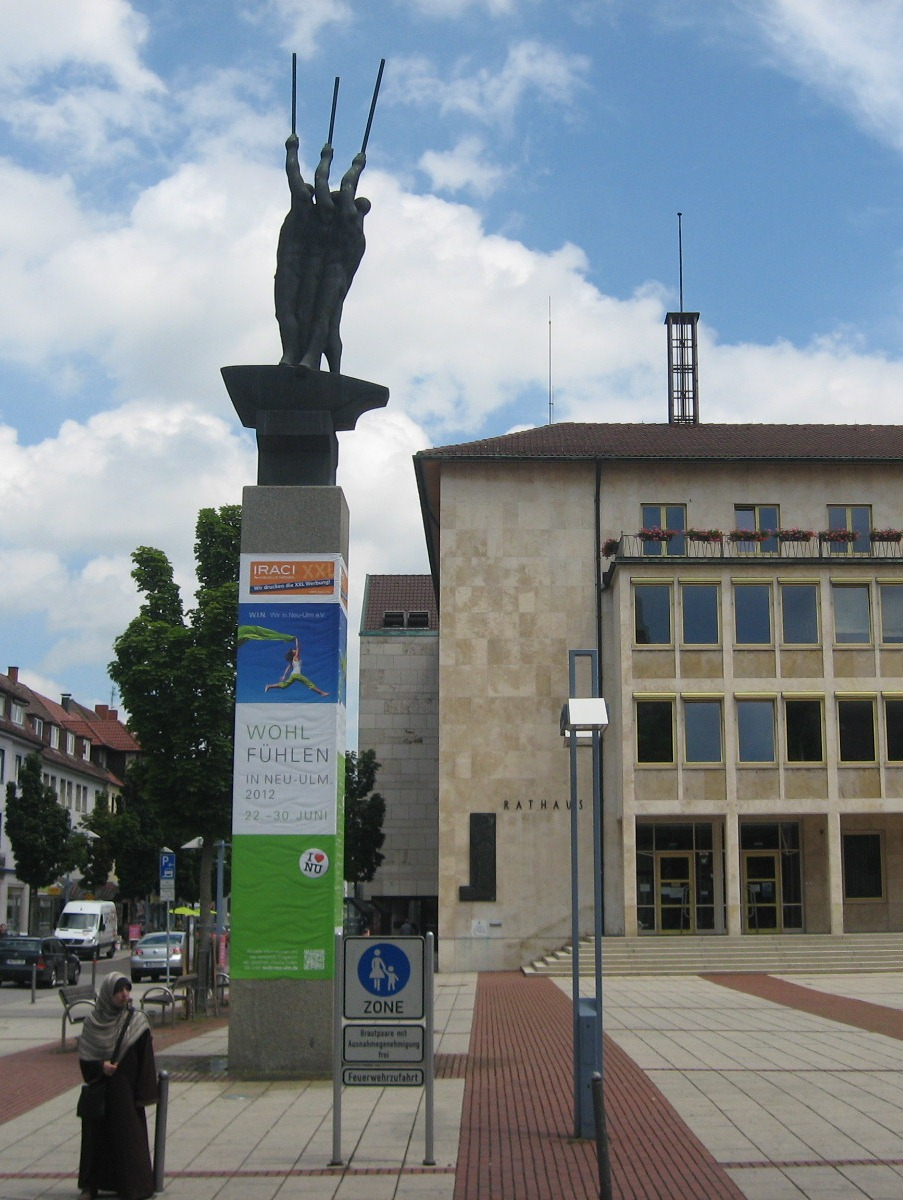
Tři muži v lodi, Neu-Ulm

Edwin Scharff (21. března 1887, Neu-Ulm, Německo – 18. května 1955, Hamburk, Německo) byl německý sochař. V roce 1937 byla jeho díla spolu s mnoha dalšími vystavena na výstavě Entartete Kunst v Mnichově.

## Životopis
Ve svých patnácti letech Edwin Scharff opustil své rodné město Neu-Ulm a studoval malbu na Kunstgewerbeschule v letech 1903 až 1907 v malířské třídě Ludwiga von Hertericha a později na Královské akademii umění v Mnichově. V roce 1906 vznikly jeho první sochy a v roce 1908 první lepty na téma Sny a skicy.
Poté, co strávil rok v Paříži v roce 1912/13, potkal Julesa Pascina. V roce 1913 se stal zakládajícím členem mnichovské Neue Secession. Pak se Edwin Scharff začal věnovat sochařství, což bylo začátkem jeho nejproduktivnější tvůrčí fáze. V roce 1919 si vzal herečku Helenu Ritscher (1888–1964) a z jejich manželství vzešly dvě děti. Výsledkem byly obrazy, sochy a grafika na téma milenců a po narození prvního dítěte také na téma matka a dítě.
V roce 1923 byl jmenován profesorem na Univerzitě výtvarných umění v Berlíně, kde získal řadu veřejných zakázek na památky, busty a medaile. V roce 1927 byl Edwin Scharff zvolen viceprezidentem Německé asociace umělců. V roce 1931 byl Edwin Scharff jmenován členem Pruské akademie umění a zůstal jím až do roku 1945.
Po uchopení moci národními socialisty byl nejprve přeložen do Kunstakademie Düsseldorf. V květnu 1933 se stal členem nacistické strany, dokud nebyl v roce 1938 vyloučen. Na říšské výstavě Schaffendes Volk 1937 v Düsseldorfu postavil za více než 100 000 říšských marek dvě sochy postav určené ke vchodu do parku Nordpark Düsseldorf. Krátce nato však byl hanobený jako degenerovaný umělec, tři jeho práce byly zesměšněny v červenci 1937 na nacistické výstavě Entartete Kunst a 46 jeho prací nakonec bylo zničeno jako zvthlé umění. V roce 1938 byl donucen odejít z Kunstakademie Düsseldorf a byl vyloučen z říšské komory výtvarných umění.
Po druhé světové válce byl Edwin Scharff přijat zpátky do německé asociace umělců a pracoval jako člen poroty od roku 1951 do roku 1955. V roce 1955 byl jmenován členem Akademie umění v Berlíně. Od roku 1946 vyučoval na Landeskunstschule v Hamburku, kde zemřel v roce 1955.
Desky pro dvě protilehlé hrobky Edwina Scharff a jeho manželky na hamburském hřbitově Ohlsdorf zhotovila jeho studentka Ursula Querner, pravděpodobně z mramoru Trani Perlato.
Na uměleckých výstavách documenta 1 (1955) a documenta 2 (1959) v Kasselu byly jeho práce předvedeny i mezinárodní veřejnosti. Na jeho počest uděluje město Hamburk Výroční cenu Edwina Scharffa.
V roce 1999 bylo v jeho rodném městě Neu-Ulmu otevřeno muzeum Edwina Scharffa, které ve stálé expozici podává ucelený přehled o jeho životu a díle. V majetku muzea jsou mimo jiné dvě bronzové plastiky rodičů sběratelů umění Franze Moufanga, busta staršího Wilhelma Moufanga a reliéfní tondo jeho manželky Julie Stutzmannové z roku 1920.
Socha herečky Anni Mewesové, která byla vytvořena v roce 1917, byla znovu objevena spolu s dalšími sochami dalších umělců zabavených v roce 1937 na berlínském sochařském fondu v roce 2010, během záchranných vykopávek na Rathausstraße u Červené radnice před výstavbou metra.

## Dílo
Tematicky Scharffova práce líčí humanistické tradice související s reprezentací koně. Jeho formální idiom je stylistické, expresivní a kubistické zobrazení.

### Koně
- Terrakotta-Dose mit Pferd (1914)
- Denkmal der Pferde (1924)
- Rossbändiger (Krotitel koní 1926–1939) v Nordparku v Düsseldorfu

### Lidé
- Stehende (1912)
- Kore (1926)
- Quellnymphe (1947)
- Emil Nolde (1947), byl spolu s Quellnymphe na první výstavě DKB 1951 v Universität der Künste v Berlíně[11]
- Kolosální busta říšského prezidenta von Hindenburga v budově berlínského Reichstagu
- Válečný památník padlým v první světové válce (1924–1926; dokončen 1932) v Neu-Ulmu
- Mutter mit Kind-Trauernde
- Pastorale (1921–1939)
- Drei Männer im Boot (Tři muži v lodi, 1952–1953), plastika z bronzu, 1. odlitek v Hamburku, Außenalster, 2. odlitek v Neu-Ulmu, Rathausplatz

## Pocty a vyznamenání
- Ocenění Edwin-Scharff-Preis města Hamburku (od roku 1955)
- Edwin Scharff Museum v Neu-Ulmu
- V části města Hamburk Steilshoop je po něm pojmenováno náměstí Edwin-Scharff-Ring.
- V jeho rodném městě Neu-Ulm je po něm pojmenováno kongresové centrum na Dunaji Edwin-Scharff-Haus.

## Galerie

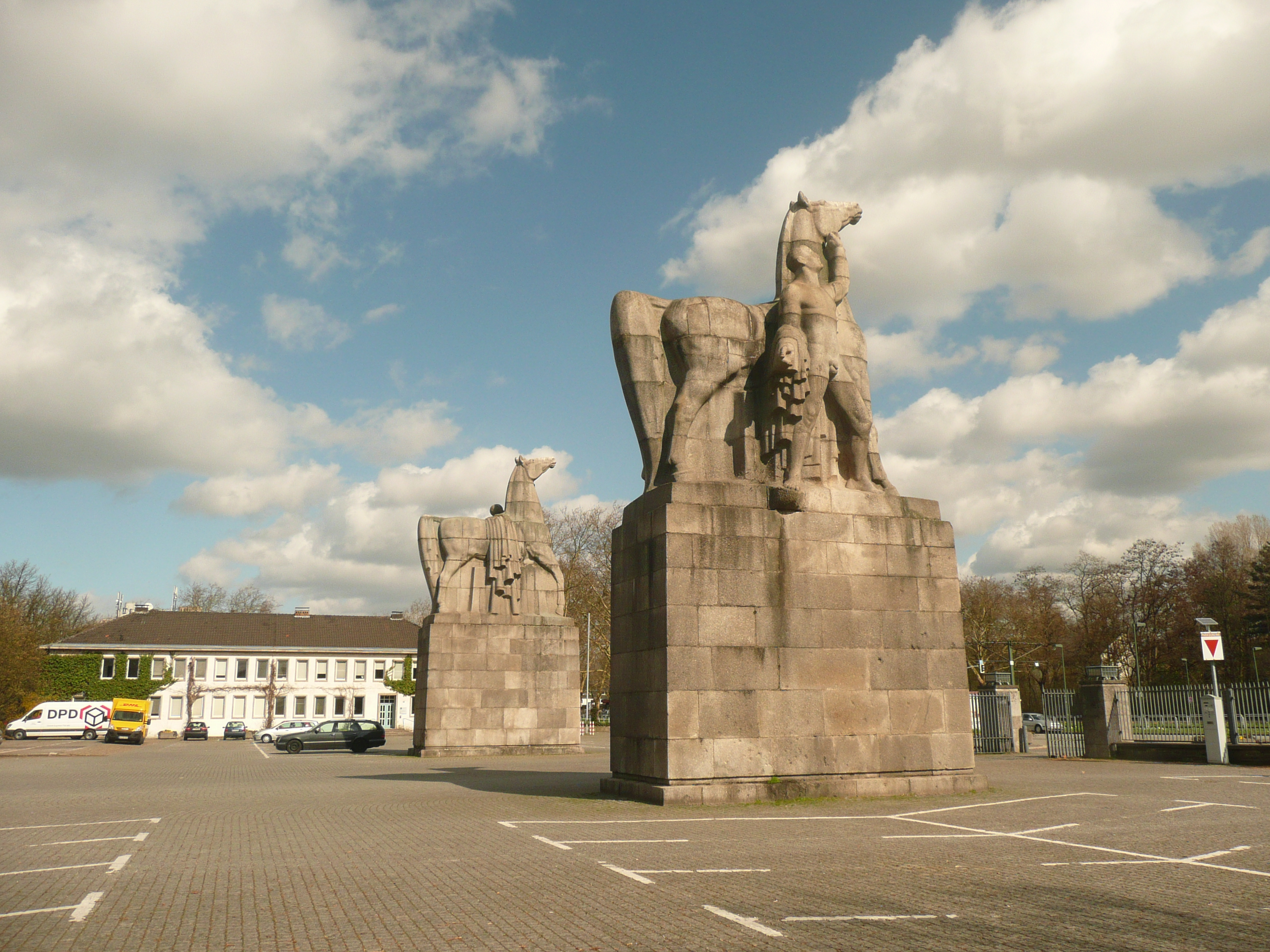
Rossbändiger (Krotitel koní 1926–1939), Düsseldorf
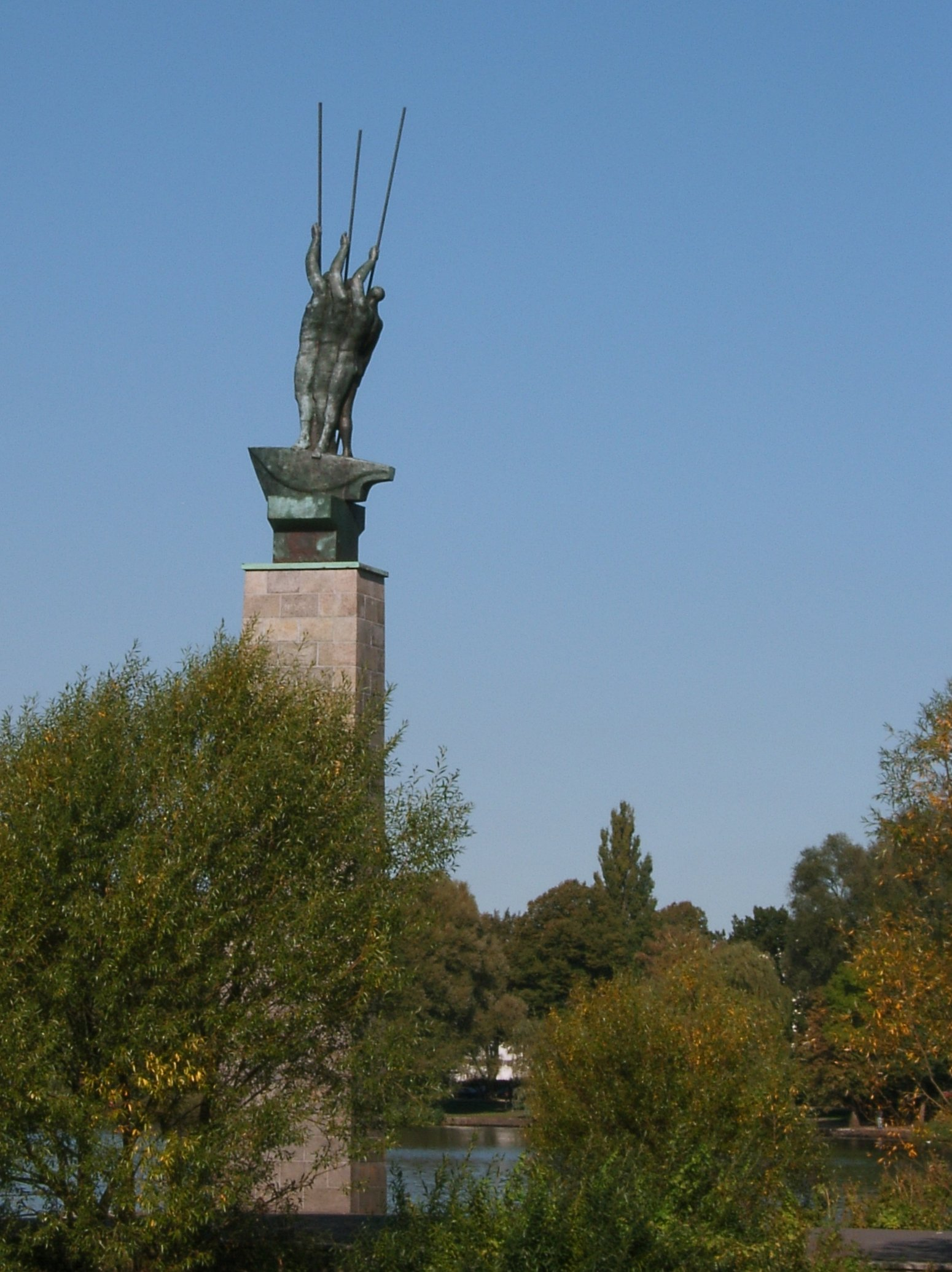
Drei Männer im Boot, (Tři muži v lodi, 1952–1953), plastika z bronzu, Hamburk
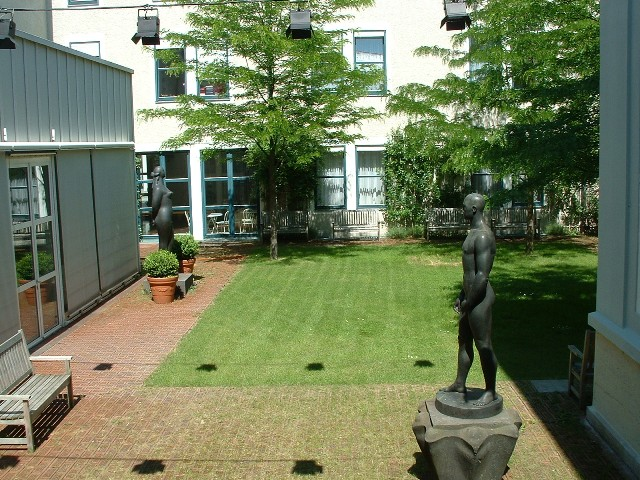
Edwin-Scharff-Museum, Neu-Ulm